# Bye Bye Blackbird (film)
Pour les articles homonymes, voir Bye Bye Blackbird (homonymie).
Pour plus de détails, voir Fiche technique et Distribution.
Bye Bye Blackbird est un long-métrage co-produit par le Luxembourg, l'Allemagne, l'Autriche et le Royaume-Uni datant de 2005 . C'est le premier long métrage du photographe et réalisateur français Robinson Savary.

## Synopsis
Ouvrier sur des chantiers en hauteur au début du siècle dernier, Josef (James Thierrée) voit son meilleur ami disparaître dans des circonstances étranges. Il s’engage dans un cirque pour rejoindre Alice (Izabella Miko), jeune et belle trapéziste avec laquelle il s’est mis en tête de partager un numéro de voltige.
Lord Dempsey, le père d’Alice (Derek Jacobi), cède peu à peu à ce caprice, séduit par le talent d’acrobate du jeune homme et par la nécessité d’insuffler du sang neuf à son cirque déclinant.
Le jour de la première approche. Nina, sombre écuyère et fille adoptive de Lord Dempsey (Jodhi May), s’identifie en silence au désir qui grandit entre Alice et Josef.
Comme c’est souvent le cas dans le monde imprévisible du spectacle, l’issue du numéro n’est pas celle que l’on attend. Succède à ce moment magique une tragédie qui révèle à chacun des personnages son vrai visage et qui fait de Josef une bête de foire.

## Fiche technique
- Titre : Bye Bye Blackbird
- Réalisation : Robinson Savary
- Scénario : Robinson Savary Patrick Faure, Arif Ali-Shah (en)
- Musique : Mercury Rev
- Photographie : Christophe Beaucarne
- Montage : Emmanuelle Castro
- Décors : Wilbert Van Dorp
- Producteurs : Jani Thiltgès
- Société de production : Samsa Film
- Budget : 8.3 millions d'euros
- Pays de production : Luxembourg
- Langue : anglais
- Format : Couleur — 2,35:1 Scope — Dolby — 35 mm
- Genre : Drame
- Durée : 99 min

## Distribution
- James Thierrée : Josef
- Derek Jacobi : Lord Dempsey
- Izabella Miko : Alice
- Jodhi May : Nina
- Michael Lonsdale : Robert
- Andrej Aćin : Roberto
- Chris Bearne : Lord Strathclyde
- Niklas Ek : Djamako
- Claire Johnston : Emma
- Carlos Pavlidis : Jenkins
- Claudine Peters : Miss Julia
- Peter Stein : Count Manicoldi

## Tournage
Le film a été produit par Samsa Film (Luxembourg). En coproduction avec Dor Film en Autriche, Ipso Facto Films au Royaume-Uni et Reverse Angle Factory en Allemagne, la société fondée par Wim Wenders.
Le tournage a eu lieu presque entièrement dans d'anciens hauts fourneaux de métallurgie transformés en studio à Dudelange, au Luxembourg, ainsi qu'à Wuppertal, en Allemagne.
Tourné fin 2003, le film a été monté à Londres et a été présenté au Festival de Cannes le 15 mai 2005. Il a gagné le Prix FIPRESCI de la critique, le Prix du Public, et la Prix de la Meilleur Photographie au Festival du film de Taormine 2005 et a été sélectionné dans de nombreux festivals, dont le Festival de Tokyo (TIFF), le Festival du Film Britannique de Dinard et le Festival de La Rochelle.

## Sortie salles & distribution
Bye Bye Blackbird a été distribué en France dans des conditions plus qu'acrobatiques par la société Friday Films le 11 octobre 2006.
En Allemagne, il a été présenté pour la première fois le 17 septembre 2005 au Festival international du film de Mannheim-Heidelberg, et est sorti en salles le 30 novembre 2006.
En France, il est disponible en DVD chez Malavida.

## Autour du film
Le chanteur Christophe, nom de scène de Daniel Bevilacqua, déclare dans son livre posthume "Vivre la nuit, rêver le jour" paru en 2021 chez Denoël : "J'aimerais bien que quelqu'un tire un jour un scénario de ma vie, comme ça je verrais peut-être qui je suis vraiment. J'imagine déjà le film: ce serait un mélange de Freaks, de Spartacus, de Sunset Boulevard et de Bye Bye Blackbird".
Fan du film de Robinson Savary, il en projeta des images lors de son concert au chateau de Versailles le 15 juillet 2009.

## Distinctions
- 2005 - Prix FIPRESCI[8], Prix du Meilleur Film et Prix de la Meilleur Photographie[9] au Festival du film de Taormine[10]
- 2005 - Nomination pour le Grand Prix du Festival international du film de Tokyo (TIFF)